# Копа, Раймон
Раймо́н Копа́ (фр. Raymond Kopa, при рождении Копаше́вский (пол. Kopaszewski), 13 октября 1931, Нё-ле-Мин, Па-де-Кале — 3 марта 2017, Анже, Мен и Луара) — французский футболист, нападающий. Выступал за клубы: «Анже» (1949—1951), «Реймс» (1951—1956; 1959—1967), «Реал Мадрид» (1956—1959). За сборную Франции сыграл 45 матчей в 1952—1962 годах.
Обладатель «Золотого мяча» 1958 года. По опросу МФФИИС занимает 43 место среди лучших футболистов мира XX века. Занимает 92 место среди лучших игроков XX века по версии журнала World Soccer. Занимает 50-е место среди лучших игроков за всю историю футбола по версии журнала Placar.

## Биография
Родился во Франции в семье шахтёра, иммигранта из Польши. Начинал карьеру как крайний правый нападающий, но затем переквалифицировался в центрфорварда. Был одним из лучших игроков чемпионата мира 1958 года, на котором Франция завоевала бронзовые медали, в этом же году был удостоен «Золотого мяча». Последствия перелома ноги и перенесённые в связи с этим операции вынудили Копа завершить карьеру в 1967 году.
В начале 1970-х Копа был избран почётным президентом клуба «Анже», в 1972 году вышла его книга «Мой футбол».

## Достижения

### Командные
«Реймс»
- Чемпион Франции (4): 1952/53, 1954/55, 1959/60, 1961/62
- Обладатель Латинского кубка: 1953

«Реал Мадрид»
- Чемпион Испании (2): 1956/57, 1957/58
- Обладатель Кубка европейских чемпионов (3): 1956/57, 1957/58, 1958/59
- Обладатель Латинского кубка: 1957

Сборная Франции
- Бронзовый призёр чемпионата мира 1958 года

### Личные
- Футболист года во Франции: 1960
- Обладатель «Золотого мяча» (France Football): 1958
- Обладатель «Серебряного мяча» (France Football) второго футболиста Европы: 1959
- Обладатель «Бронзового мяча» (France Football) третьего футболиста Европы (2): 1956, 1957
- Награждён орденом Почётного легиона 30 ноября 1970 года (первый футболист, удостоенный этой награды)
- Входит в список ФИФА 100
- Golden Foot: 2006 (в номинации «Легенды футбола»)
- Обладатель Награды президента УЕФА: 2010
- Включён в список величайших футболистов XX века по версии World Soccer

## Память
Домашний стадион футбольного клуба «Анже» (вмещает 18 752 зрителя) после реконструкции в 2017 году получил имя своего легендарного игрока Раймона Копа.